# Сафіабад-е Маканізе
Сафіабад-е Маканізе (перс. صفي ابادمكانيزه) — село в Ірані, у дегестані Бакерабад, в Центральному бахші, шахрестані Магаллат остану Марказі. За даними перепису 2006 року, його населення становило 0 осіб.

## Клімат
Середня річна температура становить 14,29°C, середня максимальна – 33,30°C, а середня мінімальна – -8,54°C. Середня річна кількість опадів – 195 мм.
| Клімат поселення                              | Клімат поселення | Клімат поселення | Клімат поселення | Клімат поселення | Клімат поселення | Клімат поселення | Клімат поселення | Клімат поселення | Клімат поселення | Клімат поселення | Клімат поселення | Клімат поселення | Клімат поселення |
| Показник                                      | Січ.             | Лют.             | Бер.             | Квіт.            | Трав.            | Черв.            | Лип.             | Серп.            | Вер.             | Жовт.            | Лист.            | Груд.            |                  |
| Середній максимум, °C                         | 9,81             | 11,98            | 17,33            | 23,14            | 27,86            | 32,30            | 33,30            | 32,49            | 28,77            | 22,58            | 16,38            | 10,08            |                  |
| Середня температура, °C                       | 0,63             | 2,81             | 8,14             | 13,97            | 18,67            | 23,12            | 26,71            | 25,91            | 22,18            | 16,01            | 9,80             | 3,50             |                  |
| Середній мінімум, °C                          | −8,54            | −6,36            | −1,03            | 4,78             | 9,51             | 13,94            | 20,12            | 19,33            | 15,60            | 9,41             | 3,20             | −3,1             |                  |
| Норма опадів, мм                              | 33               | 31               | 36               | 24               | 15               | 2                | 1                | 1                | 0                | 7                | 18               | 27               |                  |
| Середньомісячна швидкість вітру, м/с          | 1.31             | 2.05             | 2.55             | 2.87             | 2.69             | 2.54             | 2.66             | 2.36             | 2.28             | 2.06             | 1.50             | 1.41             |                  |
| Середньомісячна сонячна радіація, кДж/м²·день | 9877             | 13140            | 15577            | 18810            | 22703            | 26767            | 25904            | 24434            | 21360            | 16065            | 11570            | 9521             |                  |
| --------------------------------------------- | ---------------- | ---------------- | ---------------- | ---------------- | ---------------- | ---------------- | ---------------- | ---------------- | ---------------- | ---------------- | ---------------- | ---------------- | ---------------- |
| Джерело:                                      |                  |                  |                  |                  |                  |                  |                  |                  |                  |                  |                  |                  |                  |